# Corvo

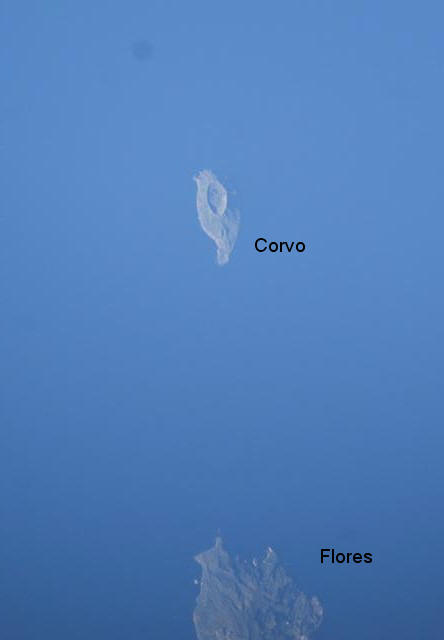
Ön Corvo till vänster i bilden, till höger syns del av ön Flores.

Corvo är en portugisisk ö som tillhör ögruppen Azorerna 1500 km väster om Portugal i Atlanten. Corvo hör, tillsammans med Flores, till den västra gruppen i Azorerna. 
Corvo är den minsta ön i ögruppen och är endast 17 km² och har ett invånarantal på 400 personer, och den är också den nordligaste ön i Azorerna. Dess bredd är cirka 4 km och längden 6 km. Huvudorten på Corvo heter Vila do Corvo, som endast är en by, den enda på ön.

## Kommunikationer
Corvo är ganska svår att nå då kommunikationen med ön är relativt opålitlig. Frågar man en resebyrå om det går flyg dit får man en fråga tillbaka om man vill stanna i 20 minuter eller i en vecka. Det beror på att planet som landar där endast väntar i 20 minuter innan det lyfter igen och återkommer först om två till fem dagar. Om någon incident skulle inträffa på någon annan ö kan även detta flyg helt utebli. När vädret tillåter går det en postbåt mellan Corvo och Flores. Denna tur på 18 km tar cirka två timmar.
Corvos isolerade läge har under de senaste åren förbättrats en aning och hör nu ihop med Azorerna på ett påtagligare sätt idag. För inte så många år sedan fanns varken läkare, lärare, präst eller telefon. Vid den tiden tände man eldar om man ville få kontakt med Flores, olika antal eldar beroende på vad det gällde. Detta såg utkiken på Flores och handlade därefter.

## Historia
När man väl upptäckte Flores var steget, bildligt talat, inte långt till Corvo, men kolonisationen började inte förrän i mitten av 1500-talet. Det isolerade läget gjorde att inte många lockades hit, men framförallt var det avsaknaden av en naturlig hamn som gjorde att besökarna var få. När de amerikanska valfångarna kom insåg de ganska snart vilka skickliga sjömän de mötte här ute på öarna. Ryktet om Corvomännen spred sig snabbt bland valfångarna och välståndet infann sig då männen på Corvo fick arbeta åt valfångarna. Idag är Corvo den ö som har procentuellt sett högsta emigrationen. Det är ganska få unga män som ser någon framtid på sin hemö, men sedan flyget kom, telefon drogs fram och TV-mottagning har möjliggjorts, har utflyttningen stannat av.